# Aspinatrium pogoniae
Aspinatrium pogoniae är en plattmaskart. Aspinatrium pogoniae ingår i släktet Aspinatrium och familjen Microcotylidae. Inga underarter finns listade i Catalogue of Life.